# Сопот (Чорногорія)
Сопот — печера та сезонний водоспад поблизу міста Рисан в общині Котор у Чорногорії. Водоспад живиться з величезного карстового озера, яке у сезон дощів переповнюється, і починає виливатися через печеру в Которську бухту.